# I ricordi del cuore
I ricordi del cuore è un album del cantautore italiano Amedeo Minghi, pubblicato nel 1992.
Il disco è stato pubblicato nel anche in lingua spagnola con il titolo Los recuerdos del corazón.
Testi di Vanda Di Paolo (Pasquale Panella), musiche di Amedeo Minghi.

## Tracce
Lato A
1. In sogno
2. Per sempre
3. Qualcosa di lei
4. Marì
5. Il perché non so

Lato B
1. Ohi Né
2. Vicino vicino
3. Vivere vivere
4. I ricordi del cuore
5. Roma

## Classifiche

### Classifiche settimanali
| Classifica (1992) | Posizione massima |
| ----------------- | ----------------- |
| Europa            | 43                |
| Italia            | 1                 |

### Classifiche di fine anno
| Classifica (1992) | Posizione |
| ----------------- | --------- |
| Italia            | 11        |